# Małgorzata Borek
Małgorzata Borek (ur. 1965 w Nysie) – polska malarka abstrakcyjna, twórczyni instalacji.

## Życiorys
Studiowała na Akademii Sztuk Pięknych w Łodzi (dyplom w 1993 w pracowni prof. Aleksandry Mańczak oraz pracowni malarstwa prof. Andrzeja Gieragi). Obecnie jest adiunktem na swojej alma mater, na Wydziale Grafiki i Malarstwa, gdzie prowadzi pracownię podstaw kompozycji.
Artystka tworzy obrazy o ascetycznej i prostej formie oraz wyrafinowanej kolorystyce. Odwołuje się do koncepcji malarstwa unistycznego Władysława Strzemińskiego. 

## Wystawy i nagrody

### Wystawy indywidualne
- 1995 - Malarstwo - Małgorzata Borek. Tkanina - Krystyna Misiak,
- 1996 - Obrazy, Galeria Prowincjonalna, Słubice,
- 1997 - Zróbmy coś,. żeby dotknąć kosmosu, Galeria Arsenał, Białystok,
- 2000 - Galeria Wschodnia, Łódź.

### Udział w wystawach zbiorowych
- 1992 - Łódzka neoawangarda 1970-1992, Pałac Grohmana, Łódź,
- 1993 - Krajowa wystawa młodych i konkurs im. E. Gepperta, Biuro Wystaw Artystycznych, Wrocław,
- 1993 - Idee poza ideologią, Centrum Sztuki Współczesnej, Warszawa,
- 1993 - Ruchoma kolekcja, Galeria 86, Łódź,
- 1994 - XXXI Ogólnopolska wystawa malarstwa Bielska Jesień, Galeria Bielska BWA, Bielsko-Biała (uzyskała tu srebrny medal),
- 1994 - Marcowe gody I, Muzeum Artystów, Łódź,
- 1994 - Site - Ations: Międzynarodowe Wydarzenie Artystyczne, Cardiff,
- 1995 - Marcowe Gody II, Muzeum Artystów, Łódź,
- 1995 - Sztuka mediacji energetycznych, Galeria Sztuki Współczesnej BWA w Katowicach,
- 1995 - Muzeum Artystów w Poznaniu, Międzynarodowe Centrum Sztuki, Poznań,
- 1995 - V Konstrukcja w procesie "Co-existence", pustynia Negew, Izrael,
- 1996 - Shattered Latitudes, Lombard-Freid Fine Arts New York, Nowy Jork,
- 1996 - Bezgraniczne poszukiwania, Bunkier Sztuki, Kraków,
- 1996 - Adoracja wspólnego bytowania, Galeria Grodzka, Lublin,
- 1996 - Od wczoraj do dziś, Muzeum Artystów, Łódź,
- 1996 - ART./OMI, Międzynarodowa Rezydencja Artystyczna, Nowy Jork (stypendium),
- 1996 - Galeria Wymiany, Muzeum Okręgowe, Bydgoszcz,
- 1997 - Golden Seed, Mount Abu, Indie,
- 1997 - Energia Obrazu, Biuro Wystaw Artystycznych, Poznań,
- 1997 - Galeria Wymiany, Ernst Museum, Budapeszt,
- 1997 - Łódzki salon jesienny - Rysunek, Galeria 86, Łódź,
- 1997 - International Studio Program, Nowy Jork (stypendium),
- 1997 - Żywa Galeria - łódzki progresywny ruch artystyczny1969-1997, Galeria Zachęta, Warszawa,
- 1998 - The Bridge, Melbourne (instalacja),
- 1998 - OIOKOS, Muzeum Okręgowe, Bydgoszcz,
- 1998 - Meitheal, Manorhamilton,
- 1998 - International House and Garden, Pusan Metropolitan Art Museum (Pusan)[2].